# Provincia di Arezzo
La provincia di Arezzo è una provincia italiana della Toscana di 333 676 abitanti. È quarta tra le province toscane sia per il numero di abitanti sia per quanto riguarda la superficie.
Confina con l'Emilia-Romagna (provincia di Forlì-Cesena e provincia di Rimini) a nord-est, con la provincia di Firenze a nord-ovest, con le Marche (provincia di Pesaro e Urbino) e con l'Umbria (provincia di Perugia) a est e con la provincia di Siena a sud-ovest. La provincia amministra anche una piccola exclave situata all'interno dei confini della provincia di Rimini, le cui località sono frazioni del comune di Badia Tedalda.

## Storia
La provincia di Arezzo deriva dal vecchio Compartimento di Arezzo del Granducato di Toscana, nato nel 1826 con l'unione di comuni già parte del Compartimento di Firenze e del Compartimento di Siena. Con l'annessione al Regno d'Italia, nel 1860, vennero ceduti alla provincia di Siena i comuni di Cetona, Chianciano Terme, Chiusi, Montepulciano, Sarteano, Sinalunga e Torrita di Siena.
Nel 1927 vennero invece ceduti alla provincia di Perugia i comuni di Monte Santa Maria Tiberina e Monterchi, quest'ultimo tornato nel 1939 alla provincia di Arezzo in seguito alle proteste della popolazione.
Dal 1º gennaio 2014, i comuni della provincia variano da 39 a 37, in quanto si costituiscono i nuovi enti di Pratovecchio Stia dalla fusione di Pratovecchio e Stia, in Casentino e di Castelfranco Piandiscò dalla fusione di Castelfranco di Sopra e Pian di Scò.
Dal 1º gennaio 2018, i comuni della provincia variano da 37 a 36, in quanto si costituisce il nuovo ente di Laterina Pergine Valdarno dalla fusione di Laterina e Pergine Valdarno, in  Valdarno.

### Onorificenze
La Provincia di Arezzo è tra gli enti decorati al valor militare per la guerra di liberazione, insignita della Medaglia d'oro al valor militare per la propria attività nella lotta partigiana durante la seconda guerra mondiale:

## Borghi
La provincia di Arezzo è un territorio ricco di borghi risalenti a differenti epoche storiche:
- Numerosi borghi di origine medievale come Anciolina, Anghiari, Bucine, Castelfranco Piandiscò, Cavriglia,  Chiassaia, Gropina, Il Borro, Loro Ciuffenna, Montevarchi, Poggio di Loro, Pratovalle,  Rocca Ricciarda, Roveraia, borgo fantasma che oggi è in stato ruderale, San Clemente in Valle, San Giovanni Valdarno e San Giustino Valdarno.
- Borghi di origine seicentesca come Casamona.

## Geografia fisica

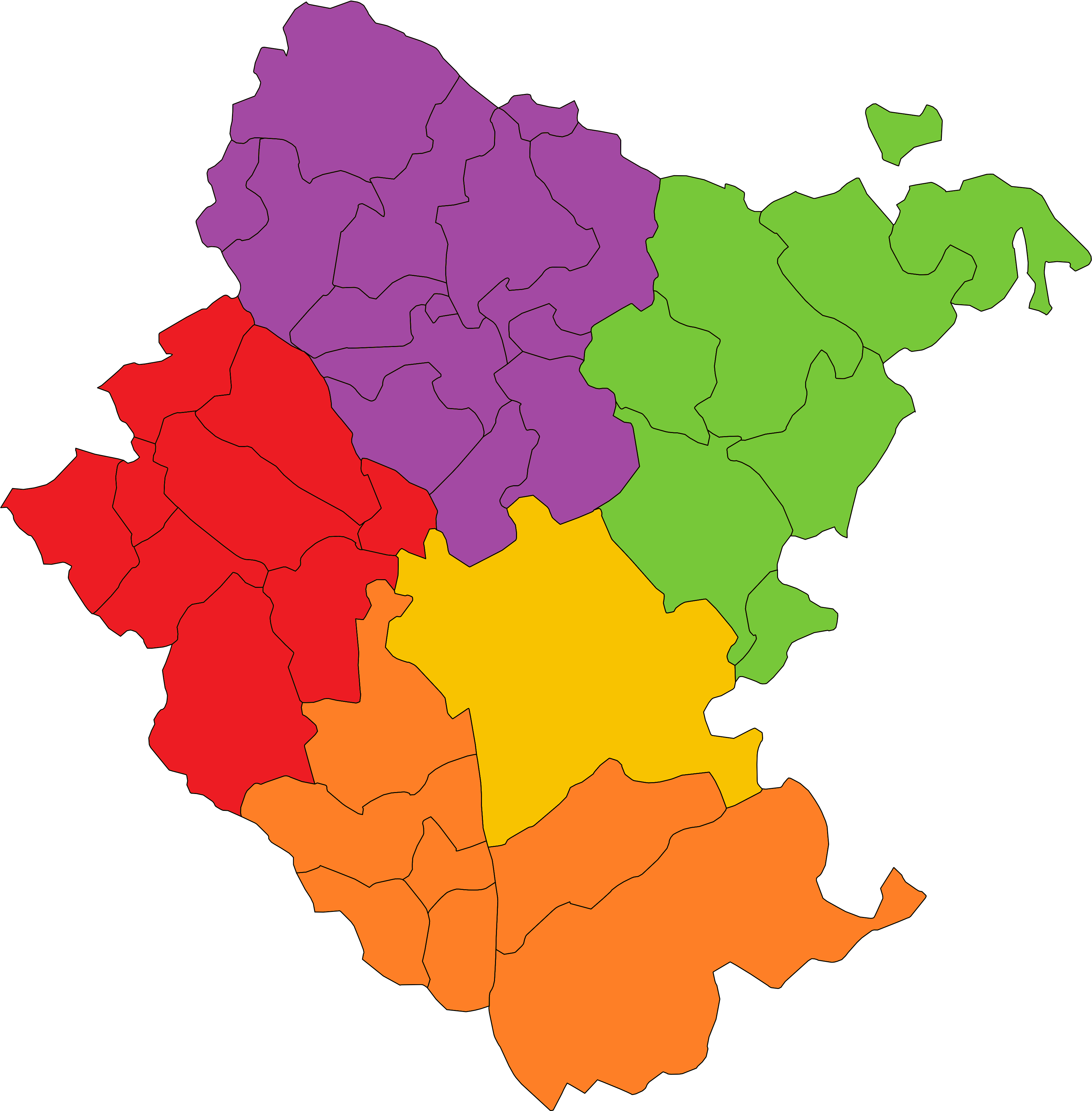
Le subregioni della provincia

È attraversata dal fiume Arno dalla sorgente fino a San Giovanni Valdarno, mentre a est è attraversata dal tratto iniziale del fiume Tevere che dal confine provinciale nord scorre verso sud quasi parallelamente alla dorsale appenninica. La provincia ha quattro vallate principali: il Valdarno, la Val di Chiana, la Valtiberina e il Casentino. Il rilievo più elevato è il Monte Falco (1.658 m s.l.m.), situato nell'estremità settentrionale della provincia nella valle del Casentino.

## Comuni

Gonfalone provinciale

La mappa a destra rappresenta i comuni della provincia di Arezzo raggruppati nelle 4 regioni storiche che sono: in viola il Casentino, in verde la Valtiberina, in Arancione La Val di Chiana con Arezzo (in giallo) ed in Rosso la Valdarno Superiore.
Congiuntamente, appartengono alla provincia di Arezzo i seguenti 36 comuni:
| Comune                     | Abitanti | Stemma |
| -------------------------- | -------- | ------ |
| Anghiari                   | 5 483    |        |
| Arezzo                     | 98 101   |        |
| Badia Tedalda              | 1 009    |        |
| Bibbiena                   | 11 789   |        |
| Bucine                     | 9 925    |        |
| Capolona                   | 5 309    |        |
| Caprese Michelangelo       | 1 385    |        |
| Castel Focognano           | 2 999    |        |
| Castel San Niccolò         | 2 581    |        |
| Castelfranco Piandiscò     | 9 852    |        |
| Castiglion Fibocchi        | 2 083    |        |
| Castiglion Fiorentino      | 13 053   |        |
| Cavriglia                  | 9 457    |        |
| Chitignano                 | 886      |        |
| Chiusi della Verna         | 1 926    |        |
| Civitella in Val di Chiana | 8 877    |        |
| Cortona                    | 21 404   |        |
| Foiano della Chiana        | 9 329    |        |
| Laterina Pergine Valdarno  | 6 544    |        |
| Loro Ciuffenna             | 5 872    |        |
| Lucignano                  | 3 472    |        |
| Marciano della Chiana      | 3 436    |        |
| Monte San Savino           | 8 657    |        |
| Montemignaio               | 525      |        |
| Monterchi                  | 1 699    |        |
| Montevarchi                | 23 880   |        |
| Ortignano Raggiolo         | 862      |        |
| Pieve Santo Stefano        | 3 053    |        |
| Poppi                      | 6 027    |        |
| Pratovecchio Stia          | 5 545    |        |
| San Giovanni Valdarno      | 16 754   |        |
| Sansepolcro                | 15 420   |        |
| Sestino                    | 1 240    |        |
| Subbiano                   | 6 339    |        |
| Talla                      | 1 004    |        |
| Terranuova Bracciolini     | 12 132   |        |

I comuni di Arezzo, Castiglion Fiorentino, Cortona, Monte San Savino, Montevarchi, San Giovanni Valdarno e Sansepolcro possiedono il titolo di città.

## Musica
A Pratovalle, frazione del comune di Loro Ciuffenna, vivevano gli antenati del noto cantautore Renato Zero, il cui vero nome è Renato Fiacchini, infatti la presenza della famiglia Fiacchini nel paese è documentata già nel 1841.